# Anthodioctes navarroi
Anthodioctes navarroi là một loài Hymenoptera trong họ Megachilidae. Loài này được Urban mô tả khoa học năm 1999.